# Schlosskapelle Tiefenau

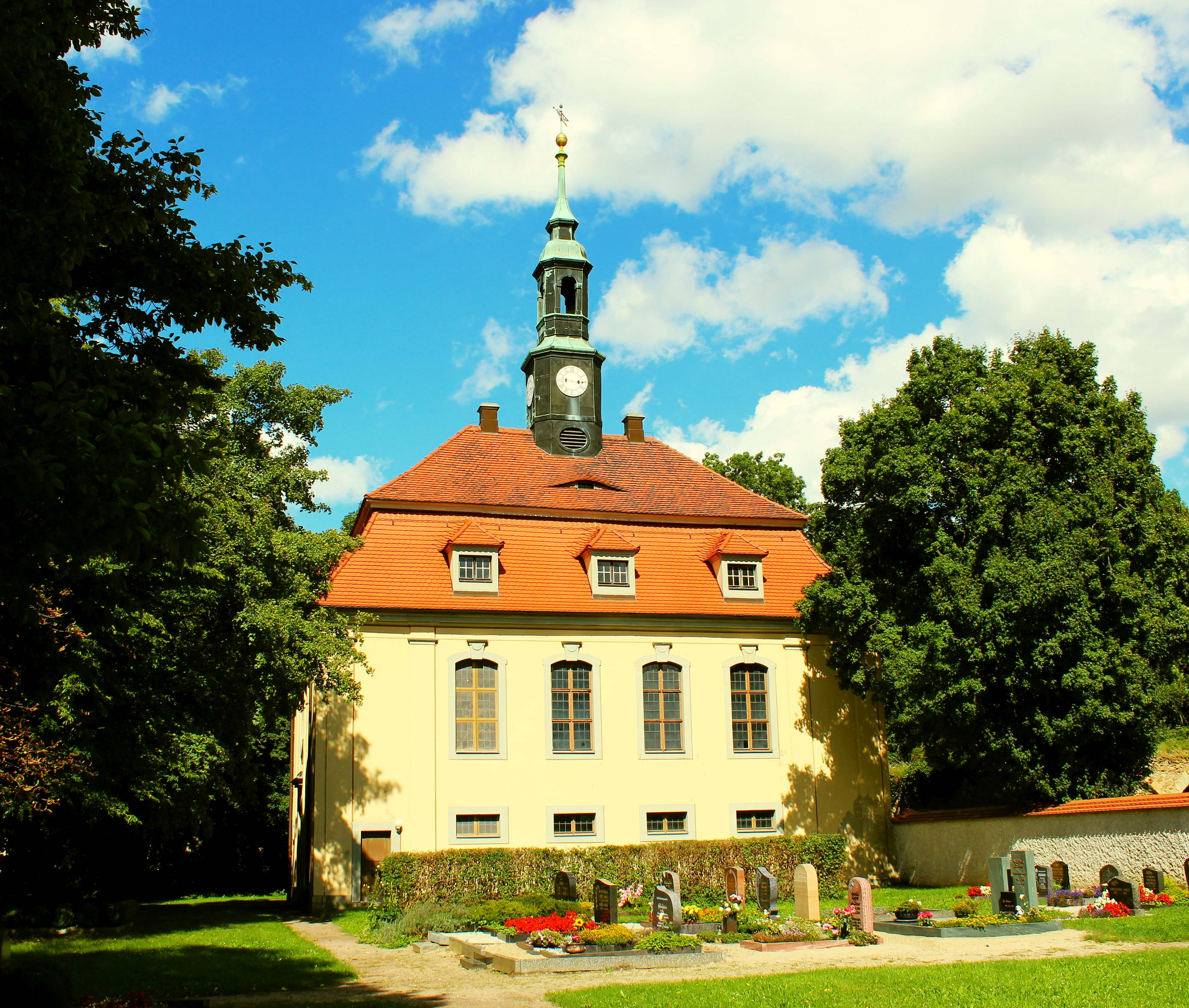
Schlosskapelle Tiefenau

Die Schlosskapelle Tiefenau ist ein denkmalgeschütztes Kirchengebäude in Tiefenau, einem Ortsteil der Gemeinde Wülknitz im sächsischen Landkreis Meißen.
Die im Jahre 1716 im barocken Stil errichtete Kirche ist mit einem angrenzenden Friedhof im Bereich einer ehemaligen Schloss- beziehungsweise Rittergutsanlage zu finden. Zum Inventar der im Inneren reich ausgestatteten Kapelle zählt unter anderem eine von Gottfried Silbermann im Jahr 1728 erschaffene Orgel, die Ende der 1990er Jahre restauriert wurde. Das Tiefenauer Schloss selbst, das sich etwas westlich der Kapelle befand, wurde im Jahre 1948 gesprengt, sodass sich nur Nebengebäude erhalten haben.

## Bau- und Kirchengeschichte

Lageplan des Tiefenauer Schlosses

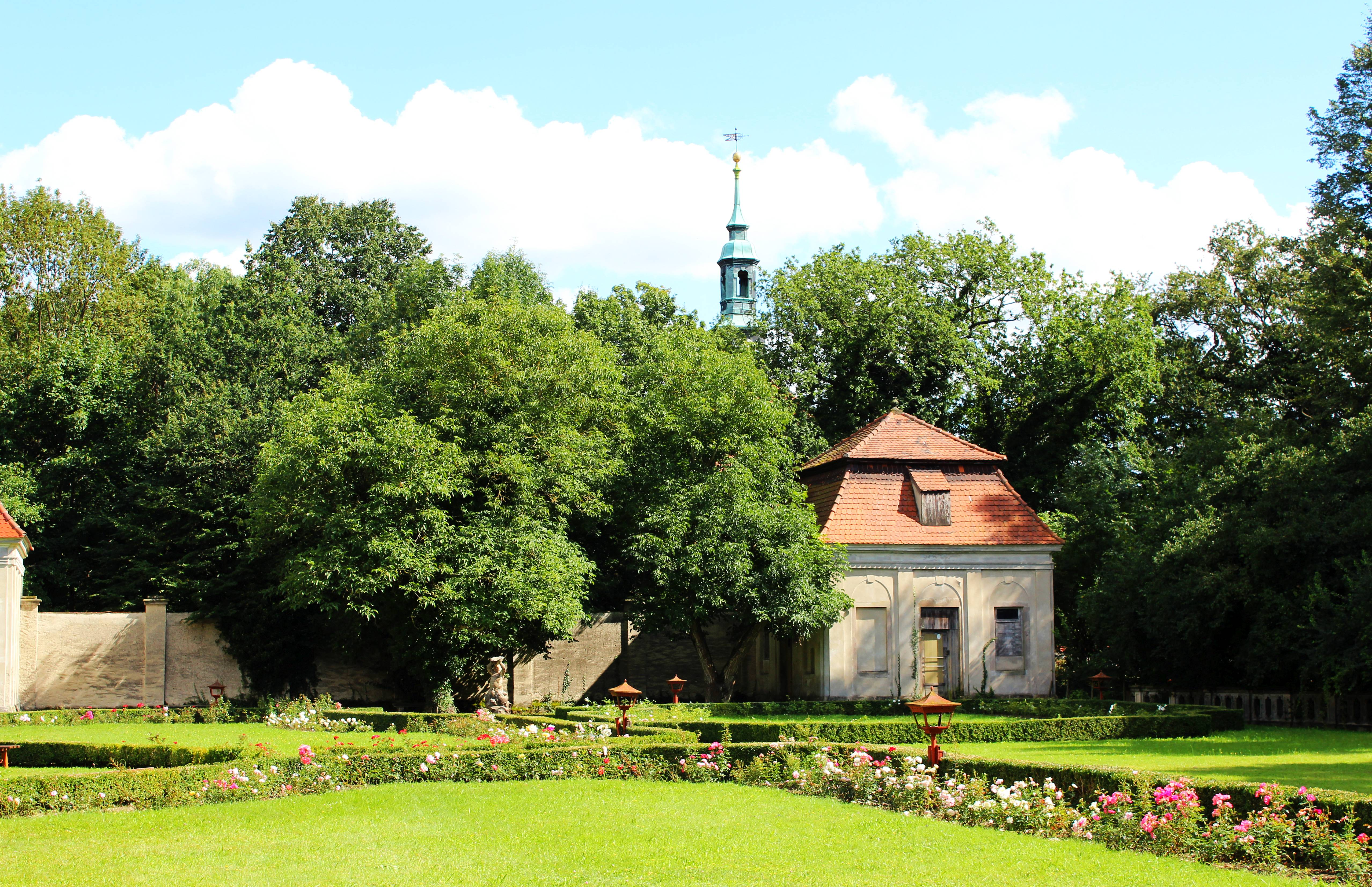
Silhouette des Kirchturms aus Richtung Schlosspark

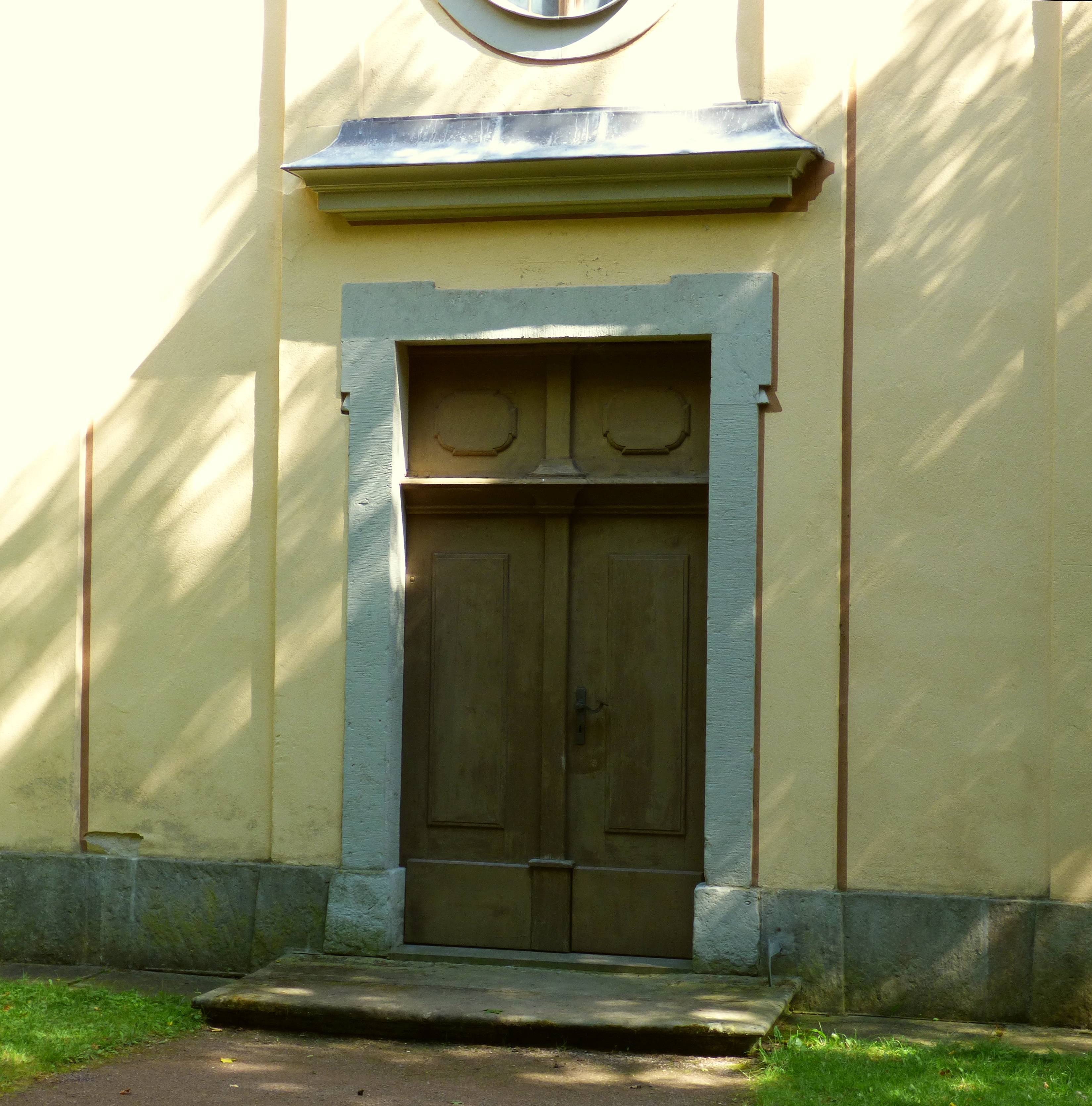
Westliches Eingangsportal der Kirche

Eine erste Tiefenauer Kirche wurde bereits 1495 erwähnt. Dabei handelte es sich zunächst um eine Filialkirche von Koselitz, die später zu Spansberg kam und in der Zeit des Dreißigjährigen Krieges wüst fiel. Auch die Tiefenauer Herrschaft besaß eine Kapelle, die sich in der Nähe der herrschaftlichen Schafställe westlich des Schlosses befand. 1661 war diese noch einmal erneuert beziehungsweise ausgebessert worden, galt dann aber im ersten Viertel des 18. Jahrhunderts als völlig verfallen.
Die heutige Tiefenauer Schlosskapelle wurde 1716 errichtet. Der kursächsische Oberhofmarschall Graf August Ferdinand von Pflugk (1662–1712) hatte 1704 die Herrschaft Tiefenau erworben und hier 1710 eine barocke Schlossanlage errichten lassen. Das Adelsgeschlecht von Pflugk war im nahe gelegenen Frauenhain seit dem späten 14. Jahrhundert ansässig. Seine Gemahlin Elisabeth Friederike von Pflugk (1673–1733), geb. Stubenberg, ließ die noch heute bestehende und östlich des einstigen Schlosses befindliche Schlosskapelle errichten. Als Urheber des Entwurfs der Kapelle wird der Baumeister George Bähr (1666–1738) vermutet, wobei wohl aber auch andere Baumeister des sächsischen Hofes, wie Balthasar Permoser (1651–1732) und Johann Benjamin Thomae (1682–1751) beteiligt gewesen sein sollen.
Die Weihe der Schlosskapelle erfolgte am Reformationsfest 1717 durch den damaligen Oberhofprediger Heinrich Pipping (1670–1722). Auch die neu errichtete Schlosskapelle wurde eine Filialkirche von Spansberg. Renovierungs- und Restaurierungsarbeiten gab es in der Folgezeit wohl kaum. Es wird angenommen, dass dem ansässigen Adelsgeschlecht, dessen Grabsteine auf dem angrenzenden Friedhof zum Teil noch erhalten sind, die finanziellen Mittel dafür fehlten.
Am Ende des Zweiten Weltkriegs wurde unter anderem auch die Schlosskapelle in Mitleidenschaft gezogen. In der Nachkriegszeit kam es zu Vandalismus und Plünderungen in und an der Kirche. 1948 erfolgte die Sprengung des benachbarten Schlosses. Der Befehl 209 der Sowjetischen Militäradministration (SMAD) war ihm zum Verhängnis geworden. Der Befehl vom 9. September 1947 beinhaltete zwar zu ergreifende Maßnahmen zur Schaffung neuer Bauernhöfe, aber er wurde auch zum Anlass genommen, zahlreiche kleinere Adelssitze zu zerstören, um die benötigten Baumaterialien dafür zu beschaffen. Im näheren Umkreis waren unter anderem auch die alten Adelssitze in Frauenhain, Strauch und Grödel betroffen. Die Schlosskapelle kam zunächst zur Kirchgemeinde Nauwalde, später dann zur Streumen.
Nach der Sprengung des Tiefenauer Schlosses wurde die Kapelle in den folgenden Jahren weitgehend dem Verfall preisgegeben. Trotzdem hatte man aber bereits 1945 erste Sicherungsmaßnahmen am Bauwerk vorgenommen. Erste Rekonstruktionsmaßnahmen erfolgten ab 1962. 1965 nahm man die Rekonstruktion des Dachreiters vor. Weitere Arbeiten erfolgten an der Fassade, dem Dach und den Fenstern, waren aber letztlich nicht ausreichend. In den 1980er Jahren galt die Schlosskirche schließlich als einsturzgefährdet. 1984 kam es deshalb zu einer weiteren Restaurierung.
Umfangreiche Restaurierungsarbeiten erfolgten ab der Wendezeit. Sie begannen unter dem fachlichen Einfluss des Dresdner Kunsthistorikers und einstigen sächsischen Landeskonservators Heinrich Magirius 1989. Finanziell unterstützt wurde das Projekt unter anderem durch die Deutsche Stiftung Denkmalschutz, die Denkmalstiftung Baden-Württemberg und die private Stifterin Hildegard Seyffardt aus Bad Honnef. 1996 wurde die Hildegard-Seyffardt-Stiftung gegründet.
Die Tiefenauer Schlosskapelle ist heute weitgehend saniert und restauriert. Die Hildegard-Seyffardt-Stiftung, eine Treuhandstiftung der Deutschen Stiftung Denkmalschutz, unterstützt die Pflege und den Erhalt der wertvollen Ausstattung des Bauwerks bis heute.

## Baubeschreibung und Ausstattung

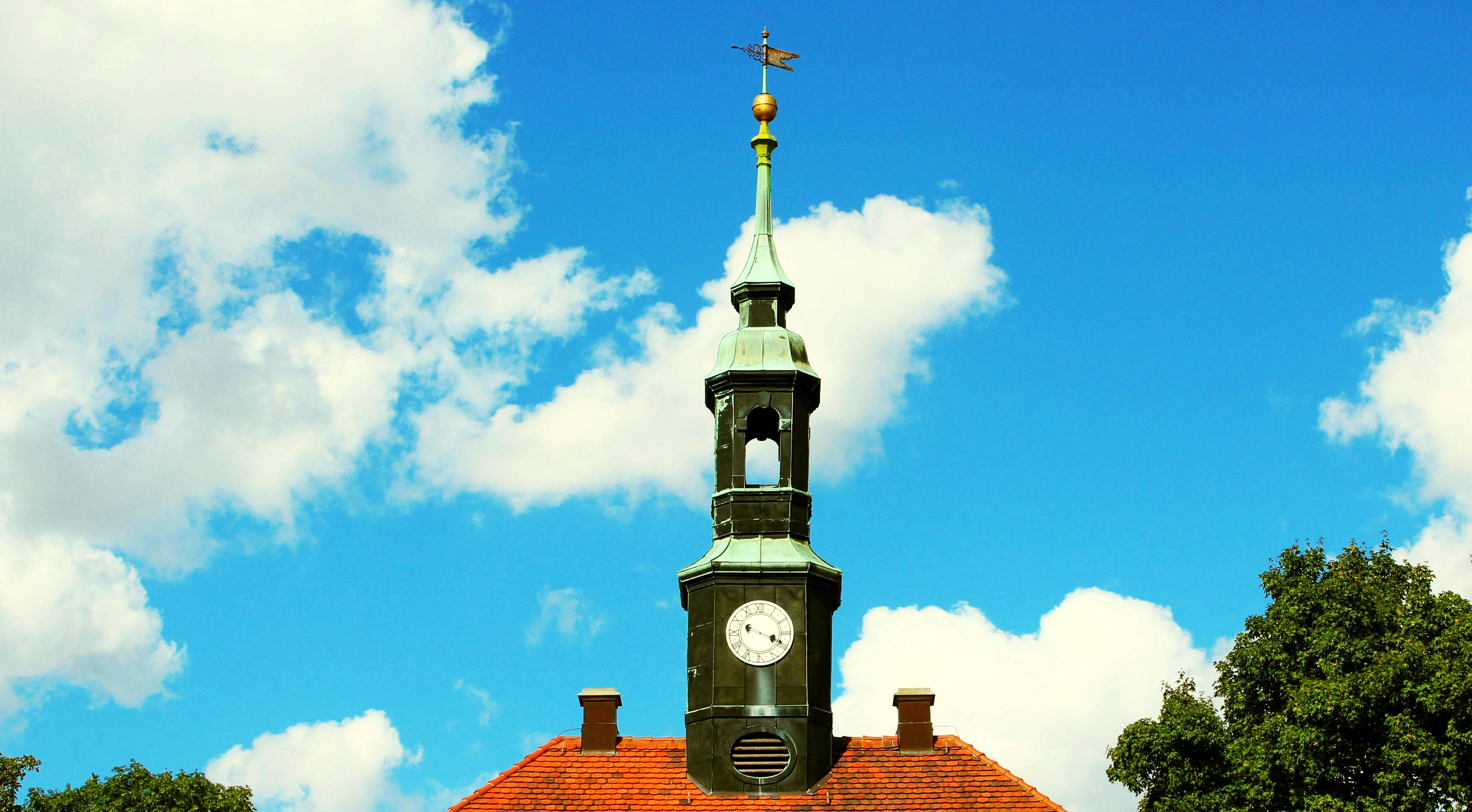
Dachreiter

Längsschnitt der Kapelle
Grundriss der Kapelle

Herrschaftsloge (1914)

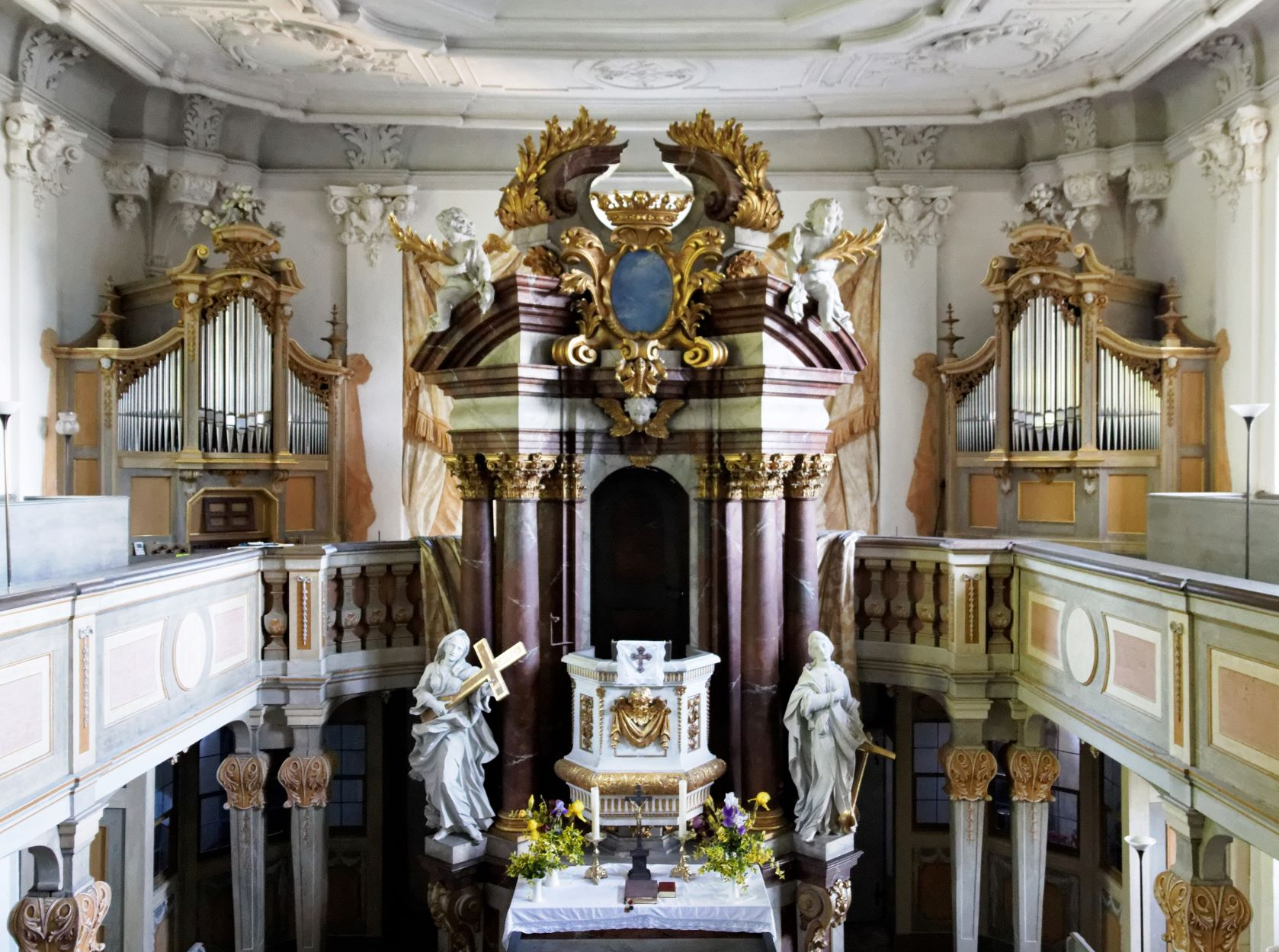
Innenansicht der Schlosskapelle

Bei der Tiefenauer Schlosskapelle handelt es sich um einen verputzten Sandsteinquaderbau mit schlichtem Chor. Die mit Lisenen gegliederte Saalkirche besitzt ein Mansardwalmdach mit Dachreiter. Der schlanke Dachreiter selbst ist aufwendig gegliedert und besitzt eine Schweifhaube mit Wetterfahne. Im unteren Drittel des Turms ist eine Turmuhr zu finden.
Die Kapelle besitzt eine reiche und prachtvolle Ausstattung und ist in ihrem Inneren nahezu unverändert erhalten geblieben. Verantwortlich für sie waren im 18. Jahrhundert vermutlich der kursächsische Hofbaumeister Johann Benjamin Thomae (1682–1751) und der Hofbildhauer Johann Christian Kirchner (1691–1732).
Der Saal wird von einer barocken Stuckdecke geprägt, deren umlaufende Kehle reich profiliert in den Ecken auf kräftigen Voluten aufsitzt. Weiters ist sie mit Akanthus sowie Band- und Rankenwerk ornamentiert. Die Wände der Kapelle sind durch Pilaster und ionische Kapitelle gegliedert.
Die auf mit Akanthus versehenen Pfeilern ruhenden Emporen der Schlosskapelle sind eingeschossig und umlaufend. Die sich im Westen des Bauwerks befindliche dreigeteilte Herrschaftsloge wurde mit wappentragenden Putten verziert. Sie zeigen Wappen der Herrschaftsgeschlechter von Pflugk und von Dölau. Vermutlich war hierfür Johann Friedrich Karcher (1650–1726) verantwortlich, der zur Entstehungszeit der Tiefenauer Schlosskapelle das Amt des kursächsisch-polnischen Oberlandbaumeisters innehatte. Unter der Herrschaftsloge ist eine Vorhalle zu finden, in die man über das westlich gelegene Hauptportal der Kirche gelangt.
Der gegenüberliegende Kanzelaltar im Osten wird von zwei imitierten Marmorsäulen flankiert. Der polygonale Kanzelkorb ist von weiblichen Figuren umgeben, die zwei der drei christlichen Tugenden symbolisieren: links Glaube (Fides) und rechts Hoffnung (Spes). Verantwortlich für deren Gestaltung war vermutlich auch hier der Bildhauer Johann Christian Kirchner.
Hinter dem Altar befindet sich zu beiden Seiten eine kleine Sakristei, wobei man in die linke auch über eine Pforte in der östlichen Außenwand gelangt. Direkt hinter dem Altar ist ein Vorraum in Form eines Betstübchens angelegt. Von hier aus gelangt man über eine Wendeltreppe zur Kanzel und Orgelempore.

## Orgel

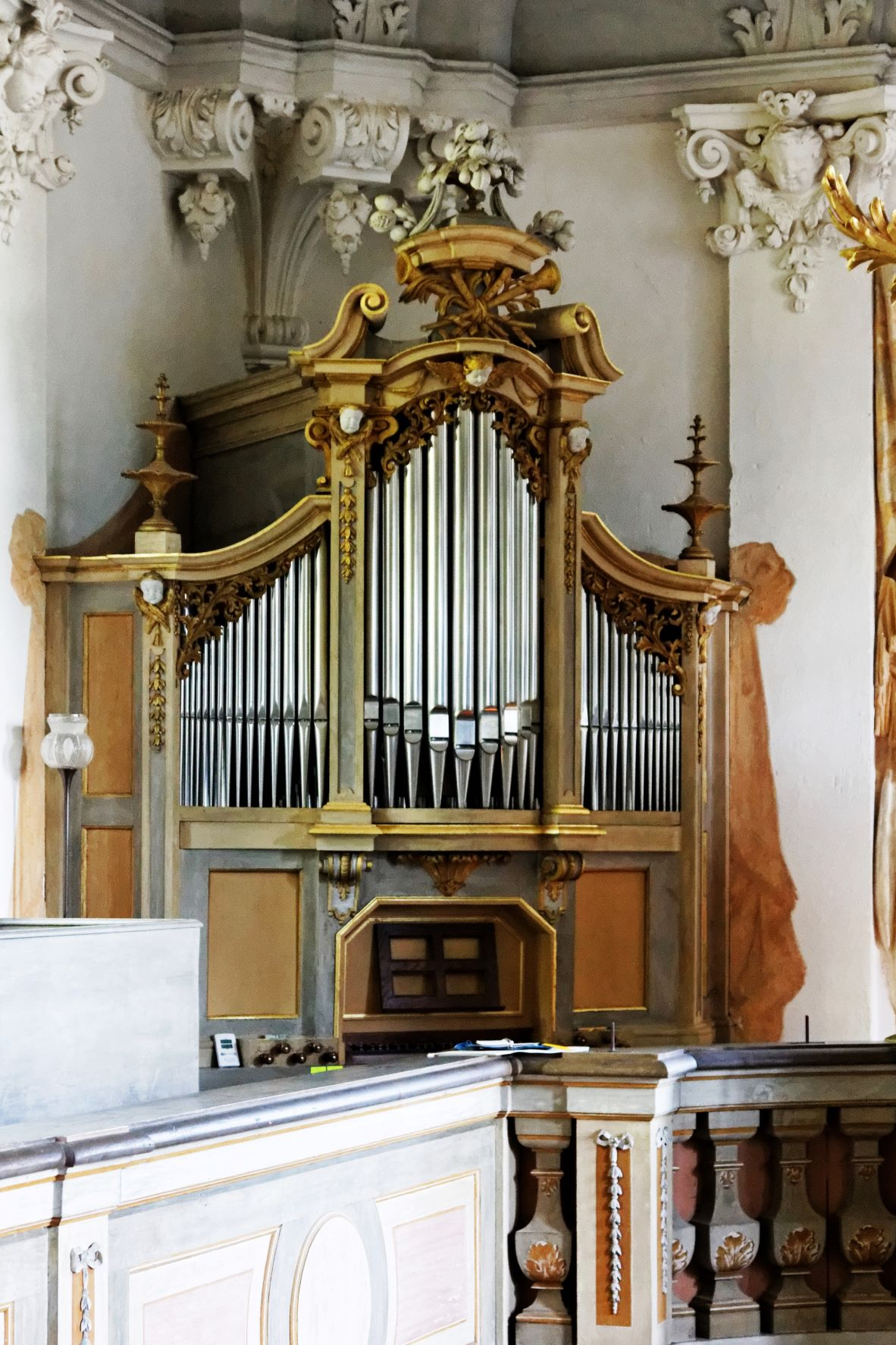
Silbermann-Orgel

In den östlichen Ecken der Tiefenauer Schlosskapelle sind zwei reichlich verzierte Orgelprospekte im Stil des Rokoko zu sehen. Diese flankieren den Kanzelaltar, wobei es sich bei dem Rechten um einen stummen Symmetrieprospekt handelt, was im deutschsprachigen Raum einmalig ist. Das eigentliche mit Zinnpfeifen versehene Orgelwerk aus der Zeit um 1728 ist im linken Gehäuse zu finden. Im Blindprospekt sind ebenfalls Zinnpfeifen verbaut. 
Die Orgel selbst stammt vom Orgelbauer Gottfried Silbermann (1683–1753) und ist sein Opus 27. Sie verfügt über neun Register auf einem Manual mit mechanischen Schleifladen. Wilhelm Rühle beseitigte im Jahr 1934 Schäden an der Orgel, die durch mangelhafte Pflege und Vandalismus entstanden waren. Sie wurde Ende des Zweiten Weltkrieges stark beschädigt. Fast alle Metallpfeifen gingen verloren. Die erhaltenen Reste wurden 1996 und 1997 von der Dresdner Orgelwerkstatt Wegscheider restauriert und Verlorenes rekonstruiert.
Die Disposition lautet wie folgt:
| I Manual CD–c3 |       |
| Principal      | 8′    |
| Gedackt        | 8′    |
| Octava         | 4′    |
| Rohrflöt       | 4′    |
| Naßat          | 3′    |
| Octava         | 2′    |
| Quinta         | 1 ⁄2′ |
| Sufflöt        | 1′    |
| Cymbel II      |       |
| Tremulant      |       |

Die Stimmung war bis 1997 vermutlich wohltemperiert und ist seitdem die Silbermann-Sorge-Temperatur. Die Tonhöhe liegt bei a1 = 465 Hz.
Über Silbermanns Schaffen auch hinsichtlich der Tiefenauer Orgel ist folgender gereimter Spruch von 1730 überliefert:
Was Du in Reichenbach und Rochlitz hast erwiesen/

in Püchau, Tieffenau, Lobus und Öderan

und wie auch Deine Kunst in Glauchau wird gepriesen/

das zeigt Dein schönes Werk, Geschickter Silbermann!

## Geläut
Das Geläut besteht aus zwei Bronzeglocken, der Glockenstuhl ist aus Eichenholz gefertigt.
Im Folgenden eine Datenübersicht des Geläutes:
| Nr. | Gussdatum | Gießer                       | Durchmesser | Masse  | Schlagton |
| --- | --------- | ---------------------------- | ----------- | ------ | --------- |
| 1   | 1926      | Glockengießerei S. Schilling | 650 mm      | 165 kg | d″        |
| 2   | 1717      | Glockengießerei M. Weinhold  | 550 mm      | 85 kg  | fis″      |

## Grabmäler
Während sich unmittelbar östlich der Schlosskapelle die Reste des einstigen Brauhofes des Rittergutes anschließen, befindet sich im Süden des Bauwerks ein kleiner Friedhof. An der südlichen Außenwand, an der einige historische, verwitterte Grabsteine aus Sandstein lehnen, ist eine kleine Trauerhalle zu finden. Unmittelbar an der Kapelle befinden sich einige erhaltene Grabstätten der Familie von Pflugk. Eine weitere größere Grabstätte wurde für Simon Adolf Goedecke errichtet, der bis 1904 Pächter des Rittergutes war.

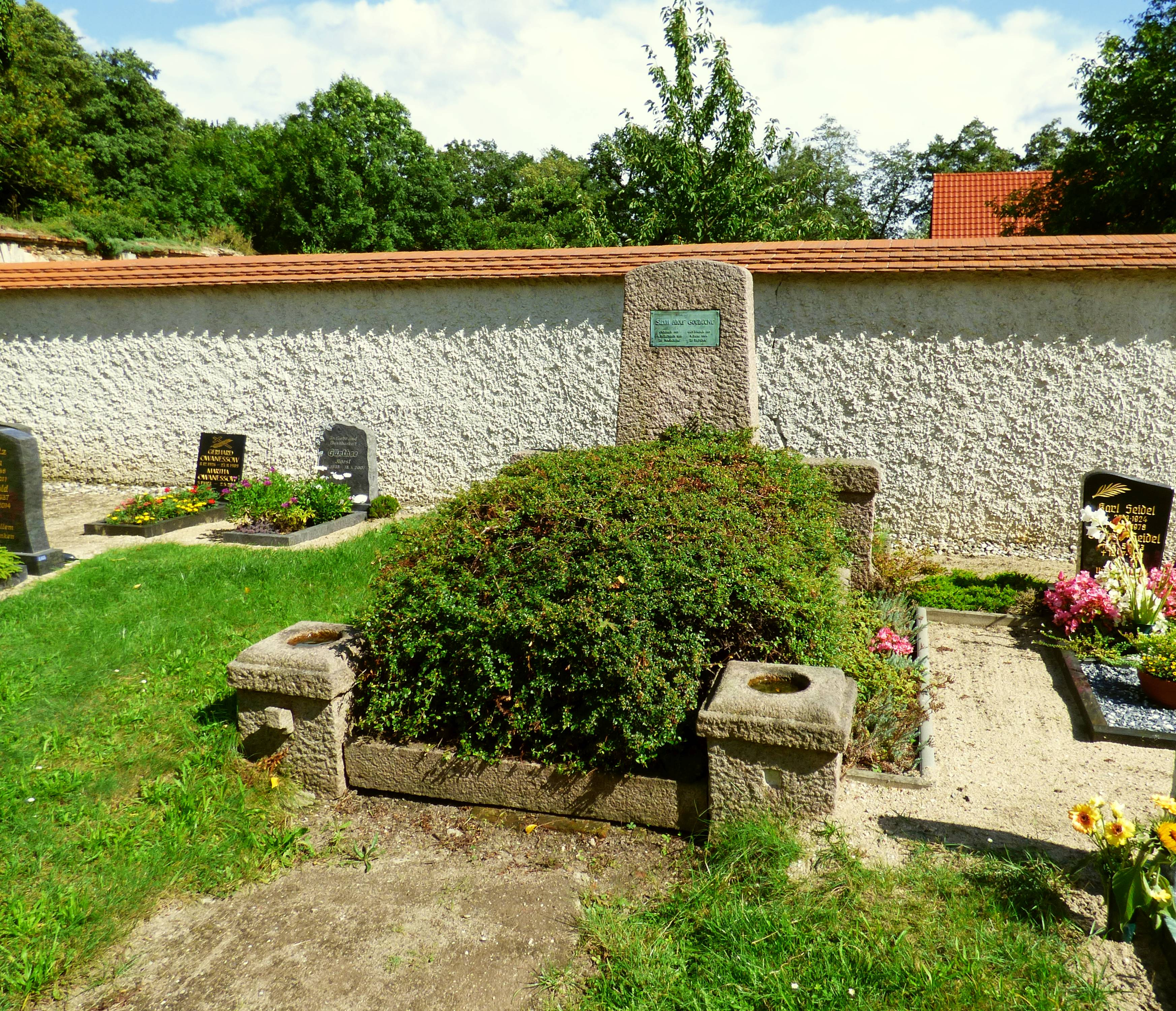
Grabmal für Simon Adolf Goedecke
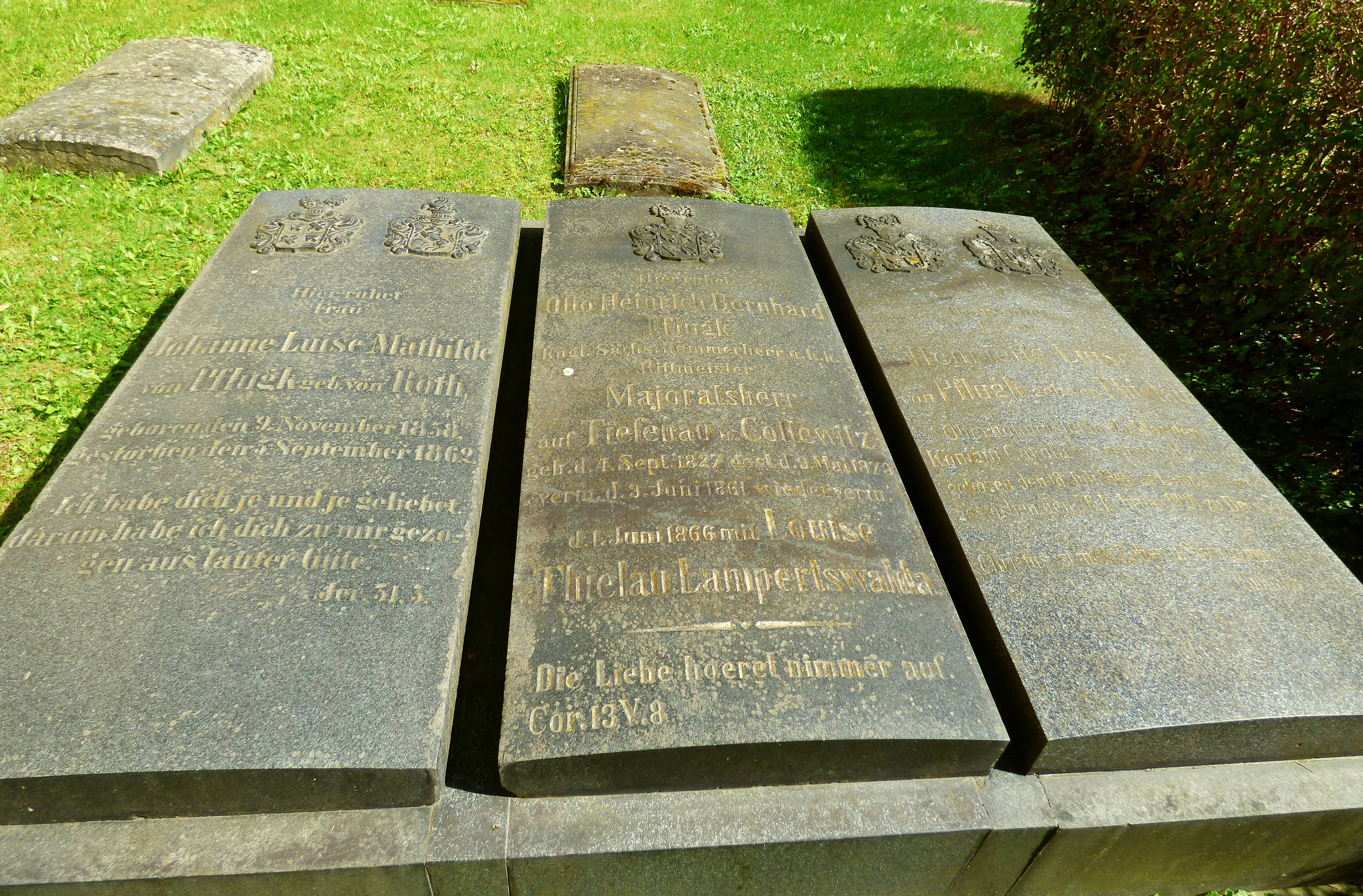
Grabsteine der Adelsfamilie von Pflugk
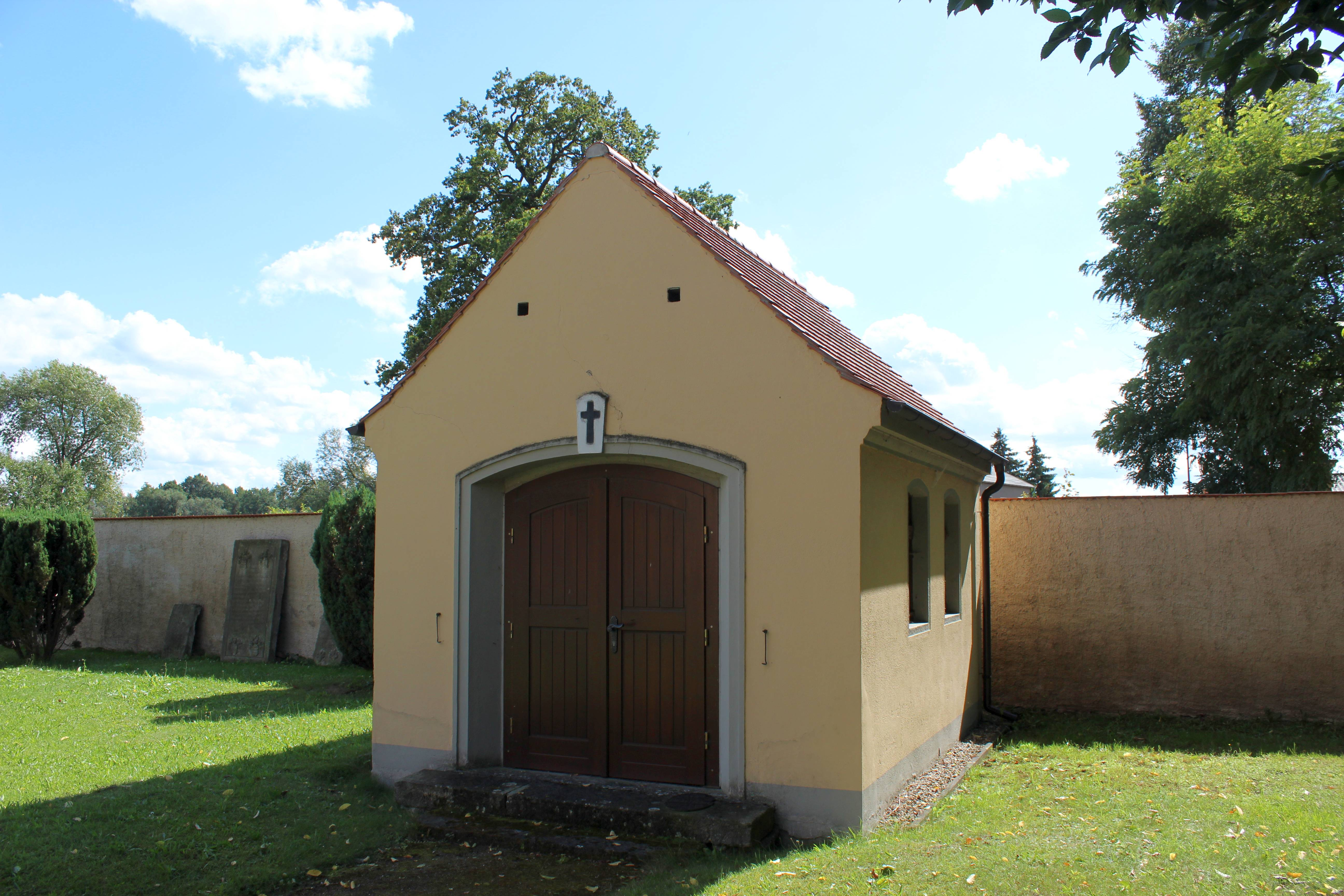
Trauerhalle
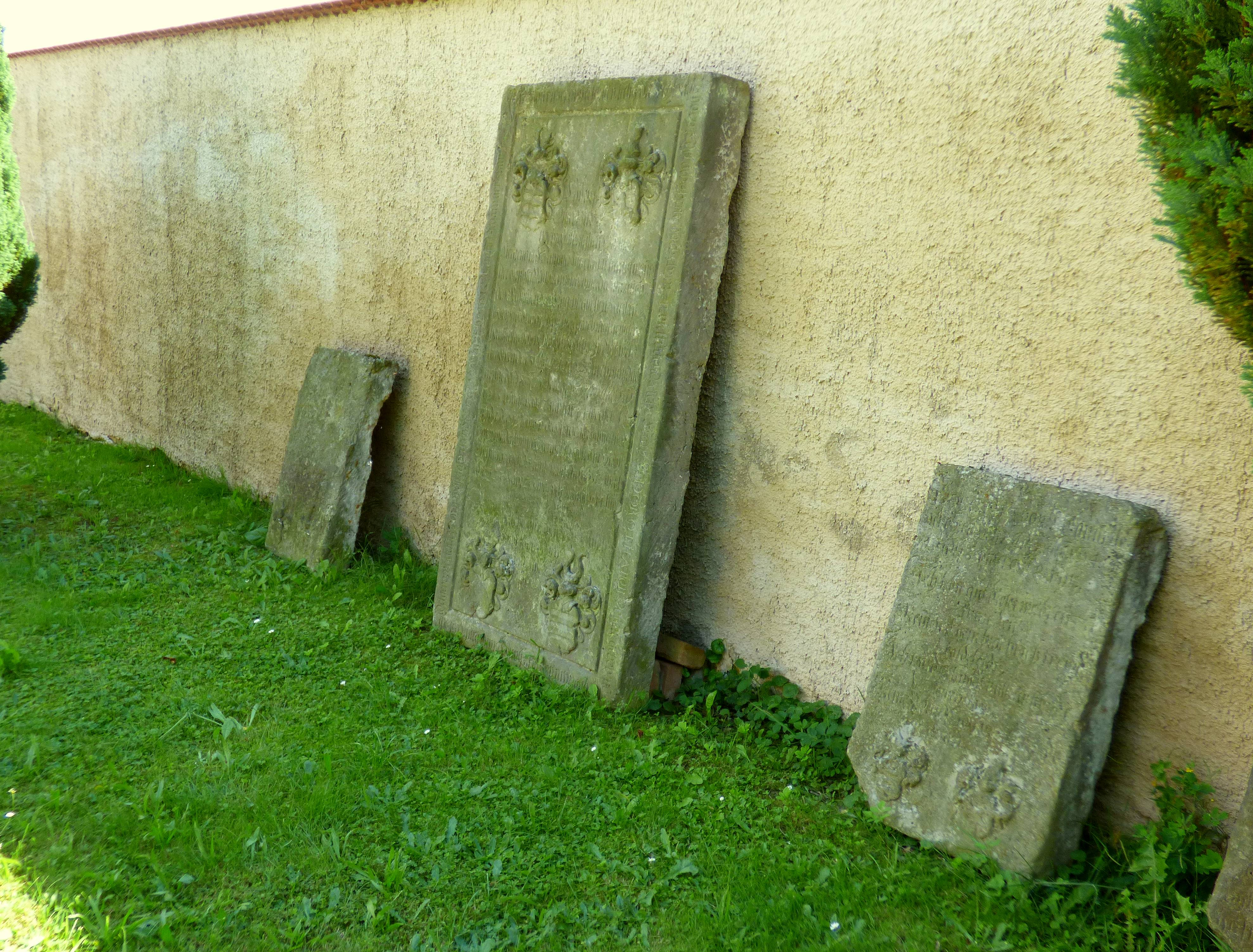
Historische Grabsteine an der Außenmauer